# Landbach (Rhein)
Der Landbach ist ein rund 13 Kilometer langer rechter Zufluss des Rheins im Schweizer Kanton Zürich und im deutschen Bundesland Baden-Württemberg. Er entwässert den Großteil des Rafzerfelds sowie kleine Teile des Landkreises Waldshut, ein Gebiet von 27,1 Quadratkilometern.

## Geographie

### Verlauf
Der Bach entspringt in einem Waldgebiet unterhalb des Rafzersteins (548 m ü. M.) auf der Staatsgrenze zwischen den Gemeinden Rafz und Lottstetten auf etwa 525 m. Er fließt anfangs in östliche Richtung und bildet kurz die Grenze, ehe er für etwa einen Kilometer auf deutschem Gebiet verläuft. Hier ändert er seinen Kurs und fließt jetzt in südwestliche Richtung und überquert in einer Senke zwischen dem Dietlisberg (CH) und dem Schneckenberg (DE) die Staatsgrenze zur Schweiz. Er durchfließt Rafz und tangiert Wil, Hüntwangen und Wasterkingen. Bei Wasterkingen bildet der Landbach kurz die Grenze und tritt beim Ortsteil Günzgen der Gemeinde Hohentengen am Hochrhein wieder auf deutsches Gebiet über. Nachdem er das Wasser des Badgrabens aufgenommen hat, durchfließt er Hohentengens Ortsteil Herdern und mündet schließlich auf etwa 333 m ü. NN von rechts in den Rhein.

### Zuflüsse
- Weierbach (rechts)
- Hüslihofbach (rechts)
- Zelterbach (rechts)
- Dorfbach (rechts, bei Wil)
- Falchenbach (rechts)
- Dorfbach (rechts, bei Hüntwangen)
- Usserdorfbach oder Langwisgraben (rechts)
- Unterdorfbach oder Gwandgraben (rechts)
- Badgraben (rechts)